# 4501 Eurypylos
4501 Eurypylos (1989 CJ3) là một Trojan của Sao Mộc được phát hiện ngày 4 tháng 2 năm 1989 bởi Eric Elst ở La Silla.